# Trachyphyllum dusenii
Trachyphyllum dusenii là một loài Rêu trong họ Pterigynandraceae. Loài này được (Müll. Hal. ex Broth.) Broth. miêu tả khoa học đầu tiên năm 1907.